# Stockholms AIF
| Grundad              | 29 maj 1922- (95 år sedan)                                             |
| Hemort               | Stockholm, Sverige                                                     |
| Fullständigt namn    | Stockholms Arbetares Idrottsförening                                   |
| Namn i dagligt tal   | AIF                                                                    |
| Nuvarande verksamhet | Boxning                                                                |
| Tidigare verksamhet  | Fotboll Brottning Tyngdlyftning Motorsport Längdskidåkning Orientering |
| Klubbfärger          | Röd, gul, blå                                                          |
| Tidig färg           | Svart                                                                  |

Stockholms Arbetares Idrottsförening (AIF) är en anrik och numera legendarisk svensk idrottsförening från Stockholm, med boxning som huvuddisciplin. Föreningen bildades den 29 maj 1922 i Stockholm med sportjournalisten Evert Leijon som första ordförande och medgrundare.
Stockholms AIF var den föreningen som var startskottet till hela AIF rörelsen i landet där AIF:s grundtanke var att skapa en idrottsrörelse som sträckte sig genom hela Sverige med fokus på idrott för mindre bemedlade arbetarefamiljer. De populäraste disciplinerna inom AIF-rörelsen var så kallade kraftsporter som boxning, brottning, och tyngdlyftning, men även andra discipliner som  friidrott, fotboll, skidåkning, motorsport och orientering var vanligt förekommande. Stockholms AIF första klubblokaler låg på Regeringsgatan 28 i det för svensk boxning numera mytomspunna Weimark-institutet. 1946 flyttade AIF till sina nuvarande klubblokaler i stadsdelen Vasastan i Stockholms innerstad.   
Eftersom man i AIF menade att idrott och bildning gick hand i hand, var en av de tidiga parollerna man använde "En stark bildning i en stark kropp". Och därför samarbetade man redan på tidigt 1930-tal med Arbetarnas bildningsförbund.   
AIF:s amatöridrott och då boxningen i synnerhet, har skördat stora framgångar igenom historien med atleter som boxarna Lars-Olof Norling på 1950-talet, Michael Yikealo, Mikael Paavilainen på 1990-talet, Bashir Hassan, Babacar Kamara och Badou Jack på 2000-talet. Gemensamt för dessa är deras medverkan i EM, VM, och OS. Andra erkända atleter är Paolo Roberto och Oscar Ahlin som båda representerat klubben. Idag räknas Stockholms AIF Boxning till en av Sveriges mest framgångsrika klubb inom den svenska boxningshistorien.    
Klubben kallas i dagligt tal AIF och huvudfärgen är röd som representerar arbetarrörelsen, och gul och blå som representerar Sverige. En annan tidig färg i klubben var svart som fortfarande används i matchkläder och tävlings sammanhang.    